# Eupholus
Eupholus es un género de escarabajos de la familia de los curculiónidos o gorgojos.
El género incluye algunos de los gorgojos más coloridos. El color puede servir como una advertencia para los depredadores de que son desagradables. La mayoría de las especies se alimentan de hojas de ñame, algunas de las cuales son tóxicas para otros animales. Las especies se encuentran en Nueva Guinea e islas adyacentes. Este género fue descrito por el entomólogo francés Jean-Baptiste Alphonse Dechauffour de Boisduval en 1835.

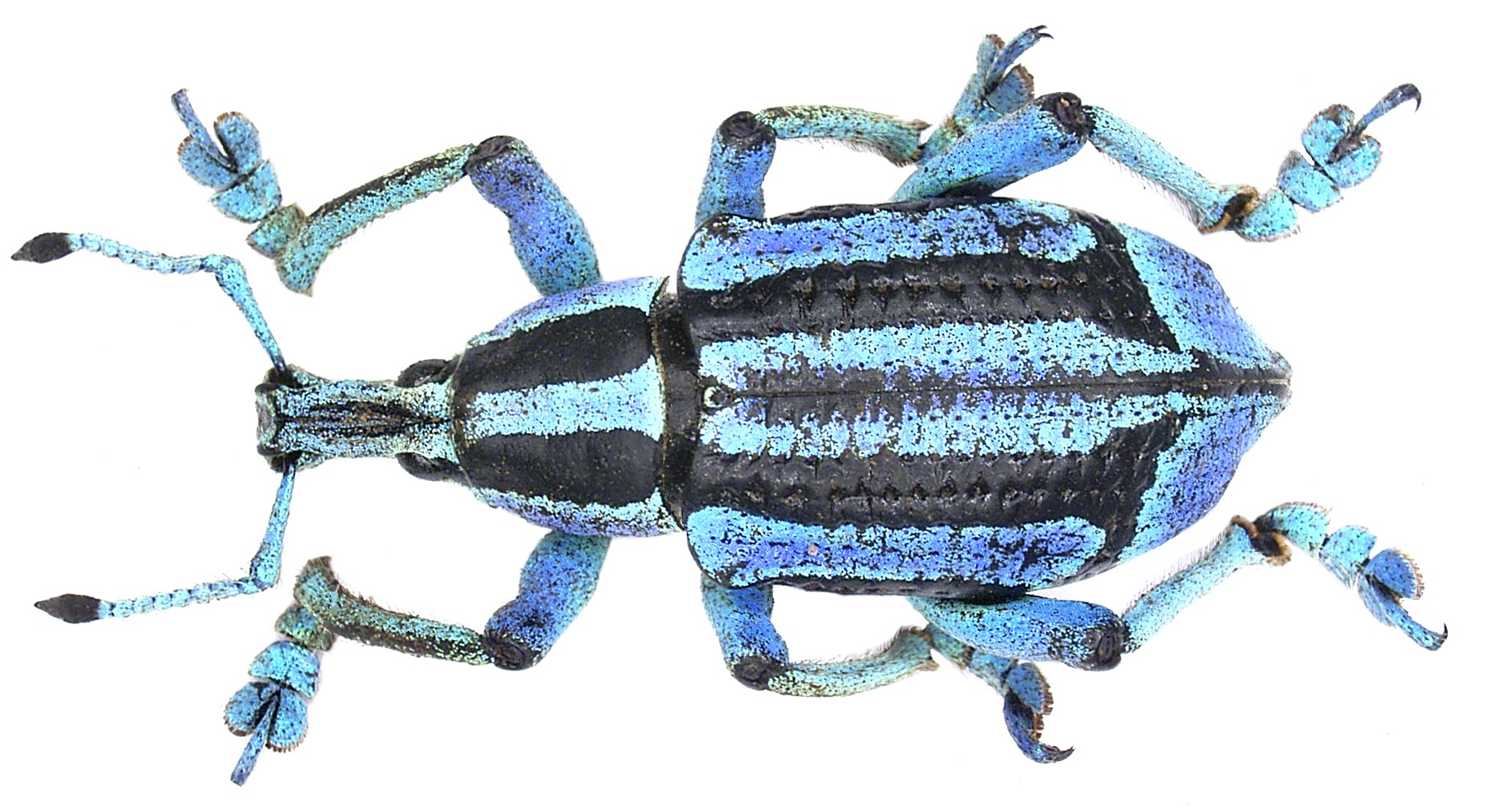
Eupholus bennetti

## Especies
Este género contiene las siguientes especies:
- Eupholus albofasciatus Heller, 1910
- Eupholus alternans Kirsch, 1877
- Eupholus amaliae Gestro, 1875
- Eupholus amalulu Porion, 1993
- Eupholus astrolabensis Heller, 1937
- Eupholus azureus MacLeay, 1885
- Eupholus beccari Gestro, 1875
- Eupholus bennetti Gestro, 1876
- Eupholus bennigseni Heller, 1908
- Eupholus brossardi Limoges & Le Tirant, 2010
- Eupholus browni Bates, 1877
- Eupholus bruyni Gestro, 1885
- Eupholus chaminadei Porion, 2000
- Eupholus chevrolati Guérin-Meneville, 1830
- Eupholus cinnamomeus Pascoe, 1888
- Eupholus circulifer Riedel & Porion, 2009
- Eupholus clarki Porion, 1993
- Eupholus compositus Faust, 1892
- Eupholus cuvieri Guérin-Meneville, 1830
- Eupholus decempustulatus (Gestro, 1879)
- Eupholus detanii Limoges & Porion, 2004
- Eupholus dhuyi Porion, 1993
- Eupholus ducopeaui Porion, 2000
- Eupholus euphrosyne Porion, 1993
- Eupholus fleurenti Porion, 1993
- Eupholus geoffroyi Guérin-Meneville, 1830
- Eupholus helleri Porion, 1993
- Eupholus hephaistos Porion, 1993
- Eupholus hudsoni Porion, 2000
- Eupholus humeralis Heller, 1908
- Eupholus humeridens Heller, 1895
- Eupholus kotaseaoi Porion, 2000
- Eupholus kuntzmannorum Limoges & Porion, 2004
- Eupholus labbei Porion, 2000
- Eupholus lachaumei Porion, 1993
- Eupholus lacordairei Limoges & Porion, 2004
- Eupholus leblanci Limoges & Porion, 2004
- Eupholus linnei J. Thomson, 1857
- Eupholus loriae Gestro, 1902
- Eupholus lorrainei Limoges & Le Tirant, 2010
- Eupholus magnificus Kirsch, 1877
- Eupholus malotrus Porion, 2000
- Eupholus mamberamonis Heller, 1942
- Eupholus messageri Porion, 1993
- Eupholus mimicus Riedel, 2010
- Eupholus nagaii Porion, 1993
- Eupholus nickerli Heller, 1913
- Eupholus petitii Guérin-Méneville, 1841
- Eupholus prasinus Heller, 1910
- Eupholus quadrimaculatus Kirsch, 1877
- Eupholus quinitaenia Heller, 1915
- Eupholus rigouti Porion, 1993
- Eupholus saugrenus Porion, 1993
- Eupholus schneideri Riedel, 2002
- Eupholus schoenherri Guérin-Meneville, 1830
- Eupholus sedlaceki Riedel, 2010
- Eupholus sofia Porion, 2000
- Eupholus suhandai Porion, 2000
- Eupholus sulcicollis Heller, 1915
- Eupholus tupinierii Guérin-Méneville, 1838
- Eupholus vehti Heller, 1914
- Eupholus vlasimskii Balke & Riedel in Riedel, 2002
- Eupholus waigeuensis Limoges & Porion, 2004